# San Luis Río Colorado
San Luis Río Colorado é um município do estado de Sonora, no México.

## Cidades-irmãs
- Mexicali, México
- Tijuana, Mexico
- Yuma, Estados Unidos
- San Luis, Estados Unidos
- Calexico, Estados Unidos
- El Centro, Estados Unidos
- Sonoyta, México